# Мухаметдинов, Денис Альбертович
Денис Альбертович Мухаметдинов (20 января 1994 года, Набережные Челны, Россия) — российский футболист.

## Карьера
Воспитанник ФК «КАМАЗ» (Набережные Челны). В 2012 году дебютировал за команду во Втором дивизионе. Через год полузащитник покинул родной клуб и переехал в Эстонию, где провел один сезон в Мейстрилиге за «Нарву-Транс».
Весной 2014 года выступал на любительском уровне за клуб «Чувашия-ДЮСШ» из Чебоксар. Во второй половине 2014 года играл за нижнекамский «Нефтехимик». Зимой 2014/15 покинул команду и с тех пор не выступал на профессиональном уровне.